# Amazoopsis
Amazoopsis là một chi rêu trong họ Lepidoziaceae.